# Квиткин, Олимпий Аристархович
Олимпий Аристархович Квиткин (1874—1937) — российский деятель революционного движения, впоследствии статистик-демограф.

## Биография
Родился 30 октября (11 ноября) 1874 года в городе Борзна Черниговской губернии в семье отставного полковника Звенигородского полка. В 1886 году семья переехала в Орёл, и Олимпий Квиткин стал учиться в орловской гимназии.
После окончания гимназии с золотой медалью в 1894 году он поступил на медицинский факультет Московского университета. В 1895 году его избрали представителем Орловского землячества в студенческий союзный совет, задача которого состояла в руководстве политическими выступлениями студентов, демонстрациями; в 1896 году за участие в Ваганьковской демонстрации Квиткин был исключён из университета и выслан под гласный надзор полиции по месту рождения. Осенью 1897 года ему было разрешено переехать в Орёл, где О. А. Квиткин вступил в марксистский кружок, который в начале 1898 года установил связь с рабочей организацией на Бежицком заводе. В декабре того же года О. А. Квиткин был арестован и после тюремного заключения в апреле 1901 года был отправлен в ссылку в Вологодскую губернию, где находился до зимы 1904 года. О. А. Квиткин — член РСДРП. Здесь, в вологодской ссылке, в те годы находились А. В. Луначарский, А. А. Богданов, С. Г. Струмилин, а также представители самых различных оппозиционных политических партий.
К периоду вологодской ссылки относится систематическое и углублённое занятие Квиткина статистикой на основе использования обширного материала земской статистики. Получив работу в губернском земском статистическом бюро, которым в те годы руководил известный статистик П. П. Румянцев, Квиткин проделал большую работу по обработке статистических материалов для обзора сельского хозяйства.
После возвращения в Орёл он стал одним из руководителей Орловско-Брянского комитета РСДРП. В 1905 году О. А. Квиткин был избран делегатом на III съезд РСДРП. В августе 1905 года Квиткин получил место статистика в Костромском земском статистическом бюро и вошёл в Костромской комитет РСДРП под кличкой «Афанасий». В разгар революции 1905 года Квиткин под фамилией Афанасьева был заместителем председателя Костромского Совета рабочих депутатов. После событий 1905 года и ликвидации совета он был вынужден перейти на нелегальную работу. В это время он активно участвовал в деятельности РСДРП, в частности, принимал участие в IV съезде РСДРП в Стокгольме и в V съезде в Лондоне.
В 1911 году Квиткин выехал в Париж, где в течение двух лет учился на свои средства в Парижском университете в Сорбонне. Недостаток средств, а затем и начавшаяся Первая мировая война задержали его во Франции до 1915 года. После возвращения в Россию он работал в Москве инструктором в бюро по организации бирж труда для беженцев из полосы военных действий.
В феврале 1919 года О. А. Квиткин был приглашён в ЦСУ на должность заместителя заведующего отделом городской статистики. С тех пор и до конца своей жизни он работал на руководящей работе в ЦСУ СССР.
Осенью 1925 года в период подготовки первой Всесоюзной переписи населения О. А. Квиткин был командирован на два месяца в Германию для изучения опыта проведения переписей населения. За два месяца до начала Всесоюзной переписи населения 1926 года жизнь ведущего статистика В. Г. Михайловского внезапно оборвалась, и Коллегия ЦСУ поручила возглавить общее руководство по проведению, разработке и публикации материалов переписи О. А. Квиткину.
По завершении в 1932 году публикации материалов переписи 1926 года Квиткин активно включился в подготовку очередной переписи населения, дата проведения которой несколько раз переносилась. Окончательный срок проведения Всесоюзной переписи был назначен на 6 января 1937 года. Вся подготовительная работа по организации и проведению этой переписи была сосредоточена в Бюро переписи населения ЦУНХУ, которое возглавлял О. А. Квиткин.
Результаты переписи 1937 года не удовлетворили тогдашнее руководство СССР, спустя восемь месяцев после её проведения перепись была объявлена вредительской, но до этого, уже 25 марта 1937 года, О. А. Квиткин в числе ответственных за её проведение был арестован и 28 сентября 1937 года расстрелян.
Реабилитирован	1 сентября 1956 года определением Военной коллегии Верховного суда СССР.